# 國際足協世界盃金球獎
世界杯金球獎（Golden Ball）的評選始於1982年的西班牙世界盃，由國際各媒體進行投票，選出當屆大賽中表現最出色的球員。是頒發給歷屆世界杯足球賽決賽階段表現最優秀的球員的獎項。國際足聯首先公布一個10人候選名單，然後由媒體代表投票選出前三名。分別授予金球、銀球和銅球獎。由於該獎項是由Adidas公司出資贊助，因此冠以Adidas的名稱。1930至1978年的歷屆世界杯個人獎項，都是1982後才陸續追加公布的。
每屆金球獎的三名得主通常來自不同的三個國家，自1998年世界盃至2022年世界盃，金球獎得主要麼不是冠軍隊成員，要麼不是世界盃金靴獎得主，或者兩者都不是（前15屆世界杯被評選出來的最佳球員分別是3位冠軍隊的金靴得主、2位季軍隊的金靴得主、7位冠軍隊的主力核心、3位少數的例外也至少都是亞軍隊成員）。1998年法國奪冠，金球獎得主是巴西的羅納度；2002年巴西奪冠，羅納度是32年來第一個世界杯射進8球的神射手，且远超过第二名（克洛澤和里瓦爾多）的5球，且這8球完全不含十二碼（隊上的十二碼主罰手是里瓦爾多和小羅) ,  金球獎得主是德國的卡恩，羅納度成為史上第一個没有获得世界杯金球奖的冠軍隊金靴奖得主；2006年意大利奪冠，金球獎得主是法國的席丹；2010年西班牙奪冠，金球獎得主是烏拉圭的佛蘭，也是史上第一個沒有獲得獎牌的最佳球員；2014年德國奪冠，金球獎得主是阿根廷的梅西；2018年法國奪冠，金球獎得主是克羅埃西亞的莫德里奇；2022年阿根廷奪冠，梅西第二次获得金球奖。

## 歷屆金球獎評選前三名
| 世界杯 | 金球奖    | 银球奖 | 铜球奖       |
| ------ | --------- | ------ | ------------ |
| 1982年 | 保羅·羅斯 | 法卡奧 | 路明尼加     |
| 1986年 | 阿根廷    | 舒麥加 | 丹麦         |
| 1990年 | 義大利    | 德国   | 阿根廷       |
| 1994年 | 罗马里奥  | 義大利 | 斯托伊奇科夫 |
| 1998年 | 巴西      | 蘇加   | 杜林         |
| 2002年 | 德国      | 巴西   | 洪明甫       |
| 2006年 | 法國      | 義大利 | 義大利       |
| 2010年 | 乌拉圭    | 荷兰   | 西班牙       |
| 2014年 | 阿根廷    | 德国   | 荷兰         |
| 2018年 | 克罗地亚  | 比利时 | 法國         |
| 2022年 | 阿根廷    | 法國   | 克罗地亚     |